# Бачкітау
Бачкіта́у (рос. Бачкитау, башк. Баҫҡытау) — присілок у складі Краснокамського району Башкортостану, Росія. Входить до складу Новоянзігітівської сільської ради.
Населення — 270 осіб (2010; 317 у 2002).
Національний склад:
- башкири — 91 %